# Daurija
Daurija – osiedle w rosyjskim Kraju Zabajkalskim założone w 1909 roku.